# راشین (خواننده)
مهری ورزداری با نام هنری راشین از خوانندگان معروف سال‌های ۱۳۴۹–۱۳۵۱ بود. وی خواهر کشتی‌گیر معروف اسفندیار ورزداری بود. بیشتر ترانه‌های راشین با همکاری عطاالله خرم و تصنیف سرایانی مانند کریم محمودی و بهادر یگانه انجام می‌شد.
وی بعد از ازدواج از عالم هنر کناره گرفت. راشین هم‌اکنون مقیم انگلستان است. وی دو فرزند به نام‌های الیکا و آبتین دارد.

## بخشی از ترانه‌ها
> نام ترانه (آهنگساز - ترانه‌سرا)
- باشه باشه (عطاالله خرم - ؟)
- اتل متل
- با یه گل بهار نمیشه
- مرغ اسیر  (عطاالله خرم - اعلامی)
- دختر دهکده
- صدای بارون سرمای زمستون
- اسب مجار
- تو می‌گفتی
- ای خدای بارون (عطاالله خرم - کریم محمودی)
- ما را به هم برسون
- تو می خوای چیکار کنی (عماد رام - میشا جاودانی)
- مبارک باد (عطاالله خرم - هدا)
- گله عاشق
- دختر تنها
- سرگردان (عطاالله خرم - بهادر یگانه)
- من میرم (عماد رام - میشا جاودانی)
- بیا خوابت کنم
- دختر چوپان
- دیگه بسه
- راز
- دیگه بسه
- ابر رهگذر
- چشم به راه
- سر پل تجریش
- بمن بگین چکار کنم  (عطاالله خرم - کریم محمودی)
- دروغه  (عطاالله خرم - مهر شاه حسینی)
- قصه عشق
- تنها  (عطاالله خرم - نظام فاطمی)